# Ацамба, Фариде Мустафовна
Фариде́ Муста́фовна Аца́мба (28 июня 1922, село Ангиса, Аджарская АССР, Грузинская ССР, СССР — 20 мая 2016, Москва, Российская Федерация) — советский и российский востоковед, специалист по социальному, политическому и религиозному развитию османского Египта XVI—XIX веков. Кандидат исторических наук, профессор.

## Краткая биография
Родилась в семье профессионального революционера, рабочего, после революции — члена ЦИК Аджарии Мустафы Ацамбы. Окончила среднюю школу в селе Ангиса, в 1950 году — исторический факультет МГУ, там же в 1954 году аспирантуру, защитив диссертацию на соискание учёной степени кандидата исторических наук по теме «Формирование рабочего класса Египта и его экономическое положение (1914—1952)». С 1953 года —преподаватель исторического факультета. С созданием Института Восточных языков в 1956 году вся её работа и научная деятельность связана с этим институтом, где она в последние годы жизни занимала должность заместителя заведующего кафедрой истории стран Ближнего и Среднего Востока. В 1962 году стала доцентом, а в 1994 — профессором. Директор Центра по исследованию проблем религии стран Азии и Африки: история и современность ИСАА МГУ. Подготовила сотни специалистов.

## Научная деятельность
Работы Ф. М. Ацамбы охватывают разнообразную проблематику, связанную с системой административного управления, социальной структурой городского населения, социально-политическими и экономическими позициями 'улама и другими аспектами истории Османского Египта. В последние годы активно занималась проблемами религии, написав с коллегами ряд учебников по религиеведению. Автор более 300 научных статей и разделов книг, включая учебники по истории стран Азии и Африки, «Православную энциклопедию» и «Религиоведение. Энциклопедический словарь». Разработала и читала курс по истории средних веков стран Азии и Африки, курс по истории арабских стран в новое время.

## Награды
- Медаль «За оборону Кавказа» (1944)
- Медаль «За доблестный труд в Великой Отечественной войне 1941-1945 гг.» (1946)
- Медаль «За трудовое отличие» (1961)
- Орден Дружбы (2005)
- Звание «Почётный профессор МГУ» (2006)
- Звание «Почётный работник высшего профессионального образования Российской Федерации» (2012)

## Основные публикации
- Ацамба Ф. М., Надирадзе Л. И. Развитие феодализма в арабском халифате. М.: 1977.
- Ацамба Ф. М., Львова Э. С. История стран Азии и Африки в средние века, ч.2. М.: Издательство МГУ, 1987.
- Ацамба Ф. М., Мейер М. С. и др. История стран Азии и Африки в Новое время. Часть 1 Учебник. М.: Издательство Московского университета, 1989.
- Ацамба Ф. М., Мейер М. С. и др. История стран Азии и Африки в Новое время. Часть 2. Учебник. М.: Издательство Московского университета, 1991.
- Ацамба Ф. М., Мейер М. С. Особенности аграрных отношений в странах Азии и Африки в средние века. М.: 1991.
- Абдусамедов А. И., Балтанов Р. Г., Ацамба Ф. М., Кириллина С. А. Глава X. Ислам // Основы религиоведения. Учеб. / Ю. Ф. Борунков, И. Н. Яблоков, М. П. Новиков и др.; Под ред. И. Н. Яблокова. — М.: Высшая школа, 1994. — С. 159—170. — 368 с. — ISBN 5-06-002849-6.
- Религия и власть: Ислам в Османском Египте (XVIII — первая четверть XIX века). — М.: Изд-во МГУ, 1996. — ISBN 5-211-03528-3. (В соавторстве с С. А. Кириллиной).
- Ацамба Ф. М., Родригес А. М., Галкина Е. С. и др. Новая история стран Азии и Африки, XVI—XIX века Ч. 3 : учебник для вузов: в 3 ч.; под ред. А. М. Родригеса. М.: Владос, 2004.
- Ацамба Ф. М. и др. История религий: Учебник для студ. вузов; Под общ. ред. И. Н. Яблокова. М.: Высшая школа, 2004.
- Ацамба Ф. М., Кириллина С. А., Сафронова А. Л. и др. Основы религиоведения. Учебник. 4-е издание, переработанное и дополненное. М.: Высшая школа, 2004.

## Память
- Ежегодно в ИСАА проводятся научные конференции по арабистике и османистике («Ацамбовские чтения»)